# Аксьоново (сільське поселення Ярополецьке)
Аксьоново  (рос. Аксёново) — присілок, підпорядкований місту Волоколамську Московської області Російської Федерації.
Муніципальне утворення — Волоколамський міський округ. Населення становить 31 особа (2016).

## Історія
З 14 січня 1929 року входить до складу новоутвореної Московської області. Раніше належало до Волоколамського повіту Московської губернії. Належало до Волоколамського району до його ліквідації 9 червня 2019 року.
У 2006-2019 роках органом місцевого самоврядування було сільське поселення Ярополецьке. Сучасне адміністративне підпорядкування з 2019 року.

## Населення
| 1852 | 1859 | 1926 | 2002 | 2006 | 2010 | 2013 |
| ---- | ---- | ---- | ---- | ---- | ---- | ---- |
| 205  | ↗214 | ↘206 | ↘4   | →4   | ↗19  | ↗23  |
| 2014 | 2015 | 2016 |      |      |      |      |
| ↗24  | →24  | ↗31  |      |      |      |      |